# Патерностер, Летиция
Летиция Патерностер (итал. Letizia Paternoster, род. 22 июля 1999, Клес, Трентино-Альто-Адидже) — итальянская шоссейная и трековая велогонщица, выступающая за женскую команду UCI, Trek–Segafredo.

## Карьера
В октябре 2017 года она завоевала золото в командной гонке преследования на Чемпионате Европы по трековому велоспорту в Берлине. В апреле 2018 года она выиграла Гран-при Либерационе в Риме. Это была её первая победа в профессиональной шоссейной гонке. Два дня спустя она стартовала на фестивале Эльзи Якобс, трёхдневной гонке в Люксембурге, и выиграла финальный этап и общий зачёт.
13 августа 2022 года на чемпионате Европы по трековому велоспорту в Мюнхене в гонке на выбывание Летиция Патерностер упала, и получила перелом ключицы и сотрясение мозга. Она была доставлена в больницу Богенхаузена, где провела ночь под наблюдением врачей.

## Личная жизнь
Актёр Питер Фачинелли — её дядя.

## Достижения

### Шоссе
2016
1-е место в этапе 1 (ITT) Альбштадт-Фрауэн-Этаппенреннен
2-е место в групповой гонке, Чемпионат Италии по шоссейному велоспорту среди юниоров
3-е место в Trofeo Da Moreno–Piccolo Trofeo Alfredo Binda
4-е место в групповой гонке, Чемпионат Европы по шоссейному велоспорту среди юниоров
5-е место в групповой гонке, Чемпионат мира по шоссейному велоспорту среди юниоров
2017
Чемпионат Италии по шоссейному велоспорту среди юниоров
1-е место в  групповой гонке
1-е место в  индивидуальной гонке
Чемпионат Европы по шоссейному велоспорту среди юниоров
2-е место в индивидуальной гонке
3-е место в групповой гонке
3-е место в групповой гонке, Чемпионат мира по шоссейному велоспорту среди юниоров
3-е место в Gran Premio Beghelli Internazionale Donne Elite
4-е место в Гран-при Либерационе
4-е место в Trofeo Da Moreno–Piccolo Trofeo Alfredo Binda
2018
1-е место в общем зачёте Гран-при Эльзи Якобс
1-е место в очковая классификации
1-е место в молодёжная классификации
1-е место в этапе 2
1-е место в Гран-при Либерационе
3-е место в групповой гонке, Чемпионат Европы по шоссейному велоспорту среди юниоров
2019
1-е место в  Чемпионат Европы по шоссейному велоспорту среди молодежи до 23 лет
1-е место в этапе 1 Women's Tour Down Under
3-е место в Gent–Wevelgem

### Трек
2016
Чемпионат мира по трековому велоспорту среди юниоров
1-е место в  гонке по очкам
1-е место в  командной гонке преследования
Чемпионат Европы по трековому велоспорту среди юниоров
1-е место в  командной гонке преследования
1-е место в  гонке по очкам
1-е место в  скрэтче
2017
1-е место в  командной гонке преследования, Чемпионат Европы по трековому велоспорту
Чемпионат Европы по трековому велоспорту среди юниоров
1-е место в  командной гонке преследования
1-е место в  индивидуальной гонке преследования
1-е место в  гонке на выбывание
1-е место в  омниуме
1-е место в  мэдисоне
Соревнования по велоспорту на треке
2-е место в мэдисоне (с Марией Конфалоньери)
2-е место в омниуме
2018
International Belgian Track Meeting
2-е место в гонке по очкам
3-е место в мэдисоне (с Мартой Кавалли)
2019
Чемпионат Европы по трековому велоспорту среди юниоров
1-е место в  командной гонке преследования
1-е место в  мэдисоне
1-е место в Европейских играх командной гонке преследования
1-е место в Кубке мира UCI по трековому велоспорту (Гонконг), командная гонка преследования
2-е место в Чемпионат мира по трековому велоспорту (омниум)
Кубок мира UCI по трековому велоспорту (Кембридж)
2-е место в мэдисоне
3-е место в командной гонке преследования
Кубок мира UCI по трековому велоспорту (Минск)
2-е место в омниуме
3-е место в командной гонке преследования
Чемпионат Европы по трековому велоспорту
3-е место в командной гонке преследования
2020
Чемпионат мира по трековому велоспорту
2-е место в омниуме
3-е место в мэдисоне
Кубок мира UCI по трековому велоспорту (Милтон)
2-е место в омниуме
2021
Чемпионат мира по трековому велоспорту
1-е место в  гонке на выбывание
2-е место в командной гонке преследования
3-е место в Чемпионате Италии по трековому велоспорту (мэдисон)